# Galeopsis angustifolia
Galeopsis angustifolia — вид квіткових рослин з родини глухокропивових (Lamiaceae). Ареал: Австрія, Бельгія, Болгарія, Чехія, Словаччина, Данія, Франція, Німеччина, Італія, Нідерланди, Польща, Румунія, Іспанія, Швейцарія, колишня Югославія; інтродукований до Великої Британії, Швеції, США.

## Середовище
Росте на сухих трав'янистих схилах, пасовищах, перелогах і полях, а також уздовж залізничних колій, на залізничних насипах і в кар'єрах, в зоні від низин до пагорбів.

## Біоморфологічний опис
Це трав'яниста однорічна рослина, стебло прямовисне, 15–40(90) см заввишки, здебільшого розгалужене, коротко притиснуто запушене або сіро-повстяне, на чашечці волоски з розсіяними залозками. Листки від короткочерешкових до сидячих, від вузьколанцетних до лінійно-ланцетних, 2–6.5 × 0.2–1.2 см, з 1–4 парами віддалених зубців або цілісні. Квітки в 2–15-квіткових завитках; приквітки вузьколінійні, притиснуто запушені, з хрящуватим, гострим кінчиком на верхівці, пурпурні при основі. Чашечка 7–8 мм завдовжки, трубка чашечки в 2 рази довша за частки чашечки. Віночок зазвичай в 3 рази довший за чашечку, 18–20 мм завдовжки, 2-губий, світло-пурпуровий з двома жовтими й пурпуровими на краях плямами біля основи середньої частки нижньої губи. Плід — оберненояйцюватий багатогорішок. Цвіте з червня по вересень<ref name="botany.cz">.